# Scatopsciara nebula
Scatopsciara nebula är en tvåvingeart som beskrevs av Werner Mohrig och Nina Krivosheina 1986. Scatopsciara nebula ingår i släktet Scatopsciara och familjen sorgmyggor. Inga underarter finns listade i Catalogue of Life.